# Eurostar Continental Route Services
Die Eurostar Continental Route Services sind ein europäisches Hochgeschwindigkeitszugangebot zwischen Paris und Amsterdam sowie zwischen Paris und Dortmund, das bis 2023 als Thalys (im deutschen Sprachgebrauch [ˈtaːlɪs]) vermarktet wurde. Kernstrecke ist die nahezu halbstündlich ohne Zwischenhalt bediente Verbindung zwischen Paris und Brüssel, die am dichtesten getaktete und schnellste Direktverbindung zweier europäischer Hauptstädte. Die 314 Kilometer werden in 82 Minuten zurückgelegt, die mittlere Reisegeschwindigkeit beträgt 230 km/h (Stand Oktober 2024).
Die Züge von Paris nach Brüssel fahren an Werktagen nahezu stündlich weiter über Antwerpen und Rotterdam nach Amsterdam sowie fünfmal täglich über Lüttich und Aachen nach Köln, zumeist weiter über Düsseldorf und Duisburg nach Essen oder Dortmund. Alle Züge verkehren auch in Gegenrichtung nach Paris.
Betreiber der Züge ist das belgische Unternehmen THI Factory, seit 2022 ein Tochterunternehmen der Eurostar Group, dessen Haupteigentümer die französische Bahngesellschaft SNCF ist. Ebenfalls als Eurostar vermarktet werden die Züge des Schwesterunternehmens Eurostar International.

## Betreiber
Nach der Entscheidung von 1987, einen grenzüberschreitenden Hochgeschwindigkeitszug auf die Strecke zu bringen, der Paris, Brüssel, Amsterdam und Köln verbinden soll, wurde 1995 die Westrail International gegründet, die erst im Mai 1999 den Namen der Züge annahm und seitdem Thalys International hieß. Sie war eine Genossenschaft mit beschränkter Haftung belgischen Rechts (société coopérative à responsabilité limitée). Bis 2007 hielt die NMBS/SNCB 30 %, die SNCF 70 % der Kapitalanteile. Zum 16. Juni 2007 beteiligte sich die Deutsche Bahn mit zehn Prozent am Stammkapital der Gesellschaft. Die weiteren Anteile hielten die SNCF mit 62 sowie die NMBS/SNCB mit 28 Prozent.
Der Begriff Thalys ist keine Abkürzung, sondern ein 1996 von einer niederländischen Namensagentur als Markenname erdachtes Kunstwort, ein Logatom, das in allen Sprachräumen, in denen die Züge verkehren, gleichermaßen gut auszusprechen ist.
Die Deutsche Bahn gab 2011 an, ihre Beteiligung an Thalys beenden zu wollen.
Im Januar 2012 erwarben die SNCF und die NMBS/SNCB die Anteile der Deutschen Bahn.
Ab Ende März 2012 galten im Thalys zwischen Aachen und Köln, mit Ausnahme der Bahncard 100 und ICE-Streckenzeitkarten, keine DB-Fahrkarten mehr.
Seit Dezember 2015 gelten auch die Bahncard 100 und ICE-Streckenzeitkarten nicht mehr im Thalys.
Am 31. März 2015 wurde der Bahnbetrieb in Frankreich und Belgien von den jeweiligen Staatsbahnen auf das neu gegründete Bahnunternehmen THI Factory NV/SA übertragen, dessen Anteile zu 60 Prozent von SNCF Mobilités ÉPIC und zu 40 Prozent von SNCB/NMBS gehalten werden. Seitdem wird der Bahnhof Ostende nicht mehr vom Thalys angefahren. In den Niederlanden wird der Betrieb von NS Reizigers durchgeführt. Dagegen hat sich die DB Fernverkehr Ende 2016 aus dem Betrieb des deutschen Streckenabschnitts zurückgezogen. Dieser wurde von der, aus einer Eurobahn-Gesellschaft umfirmierten, SNCF Voyages Deutschland GmbH als ausführender Beförderer übernommen.
Thalys International blieb parallel bestehen und übernahm weiterhin die Vermarktung der Züge.
2019 gab die Mehrheitseigentümerin an Thalys, die französische Staatsbahn SNCF bekannt, dass sie ihre beiden Tochterunternehmen Thalys und Eurostar International fusionieren möchte.
Die für 2021 geplante Fusion wurde aufgeschoben, nachdem bei beiden Tochterunternehmen finanzielle Probleme entstanden waren, ausgelöst durch Verkehrseinschränkungen aufgrund der COVID-19-Pandemie.
Im Februar 2022 wurde Thalys International auf THI Factory verschmolzen. Im April 2022 wurde eine Holdinggesellschaft unter dem Namen „Eurostar Group“ mit Sitz in Brüssel gegründet, an der SNCF Voyageurs (55,75 %), CDPQ (19,31 %), SNCB (18,5 %) und von Federated Hermes Infrastructure über Patina Rail verwaltete Fonds (6,44 %) beteiligt sind. Die Eurostar Group hält 100 % der Anteile an Eurostar International Limited und THI Factory SA.
Seit Oktober 2023 treten die Züge beider Unternehmen einheitlich unter der Marke Eurostar auf.
Für den gemeinsamen Auftritt wurde ein neues Logo geschaffen.

## Eingesetzte Züge

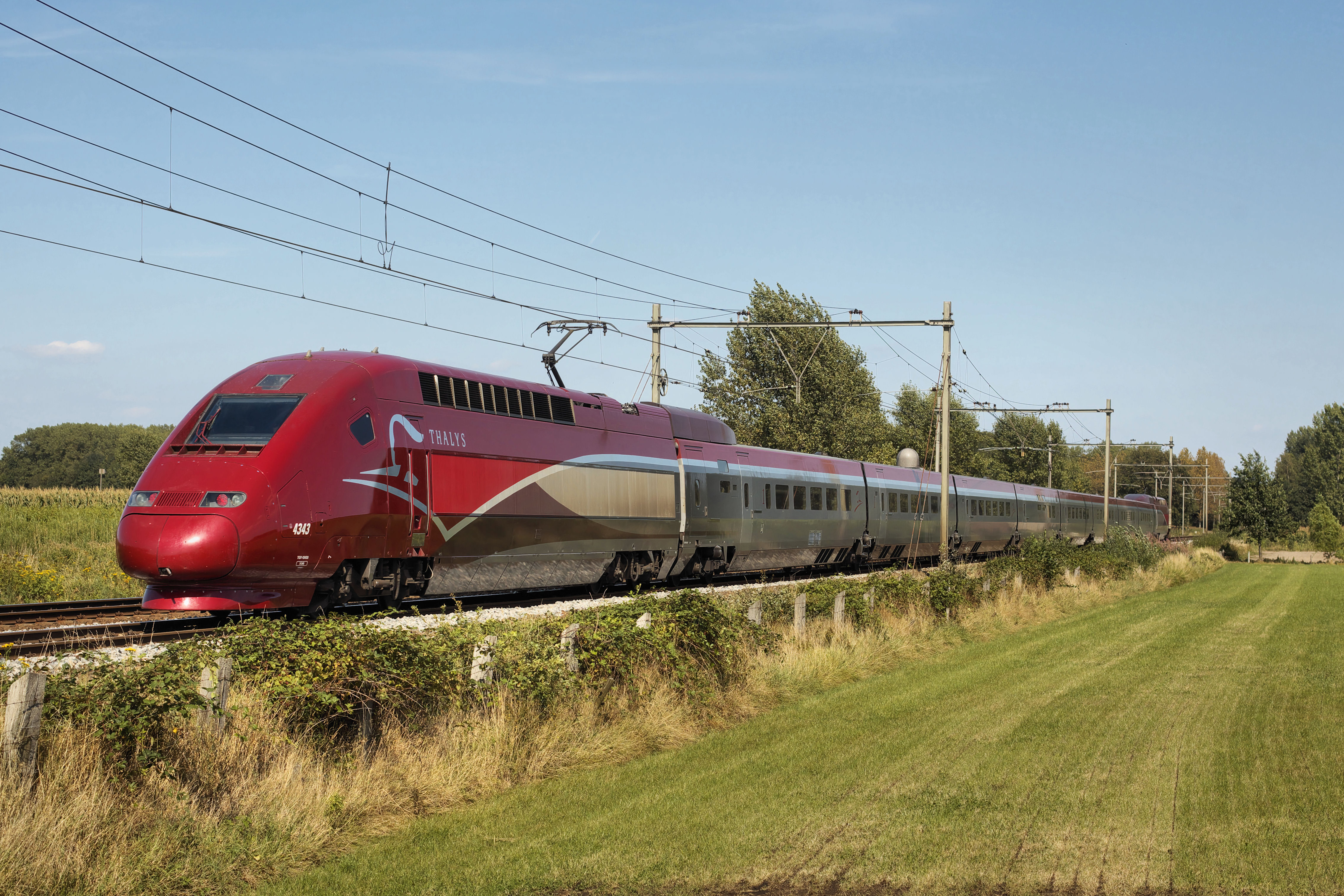
Thalys PBKA
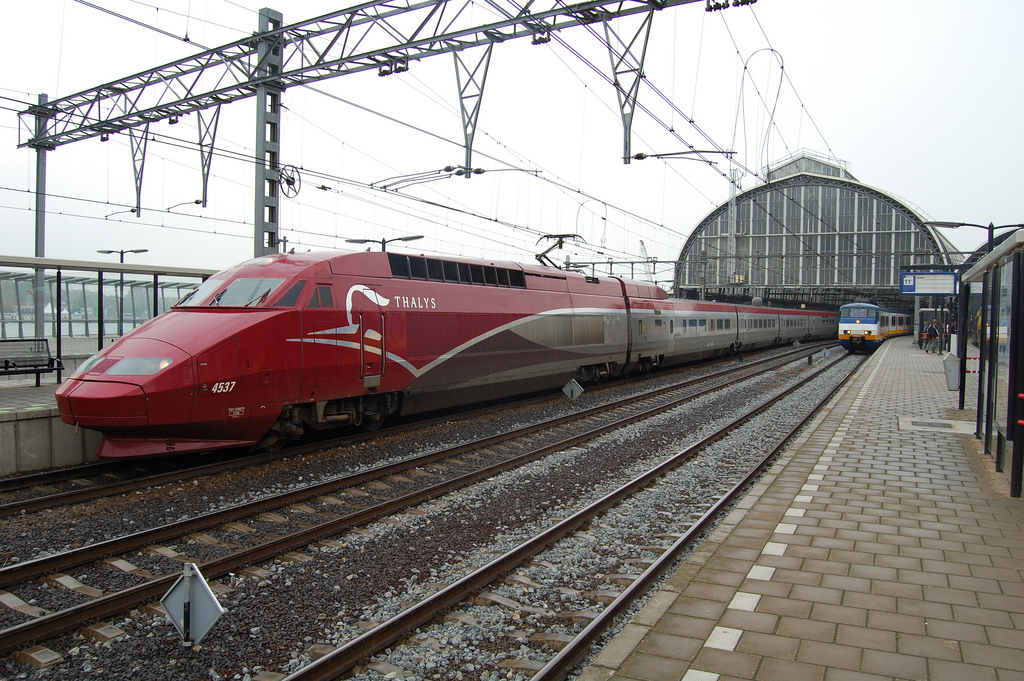
Thalys PBA
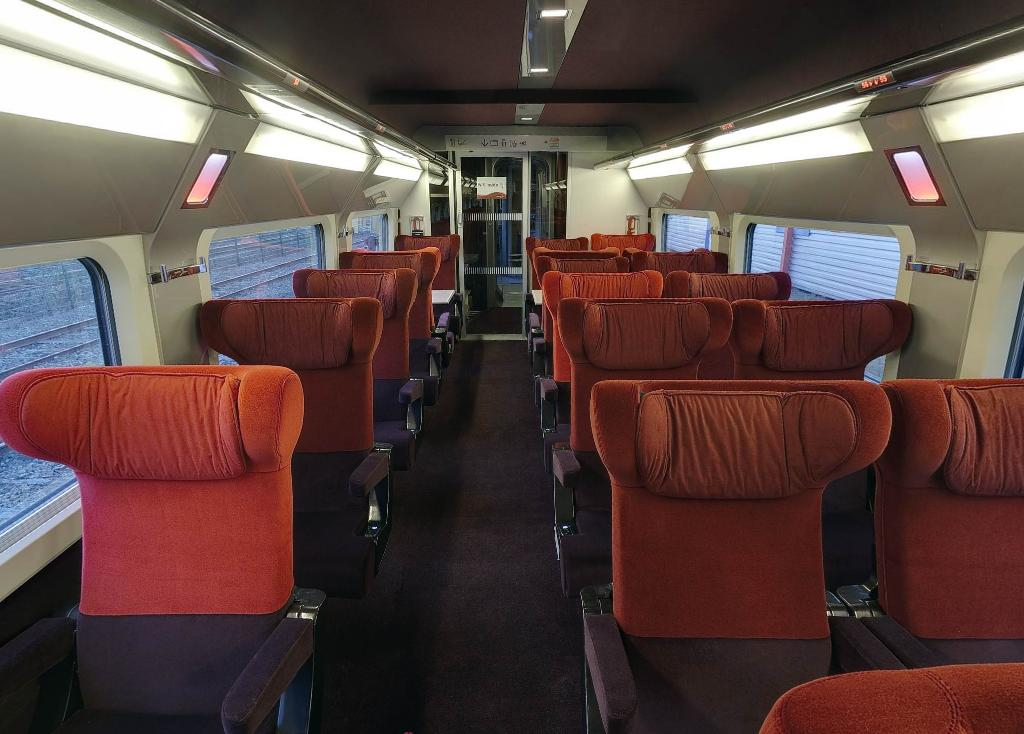
Erste Klasse
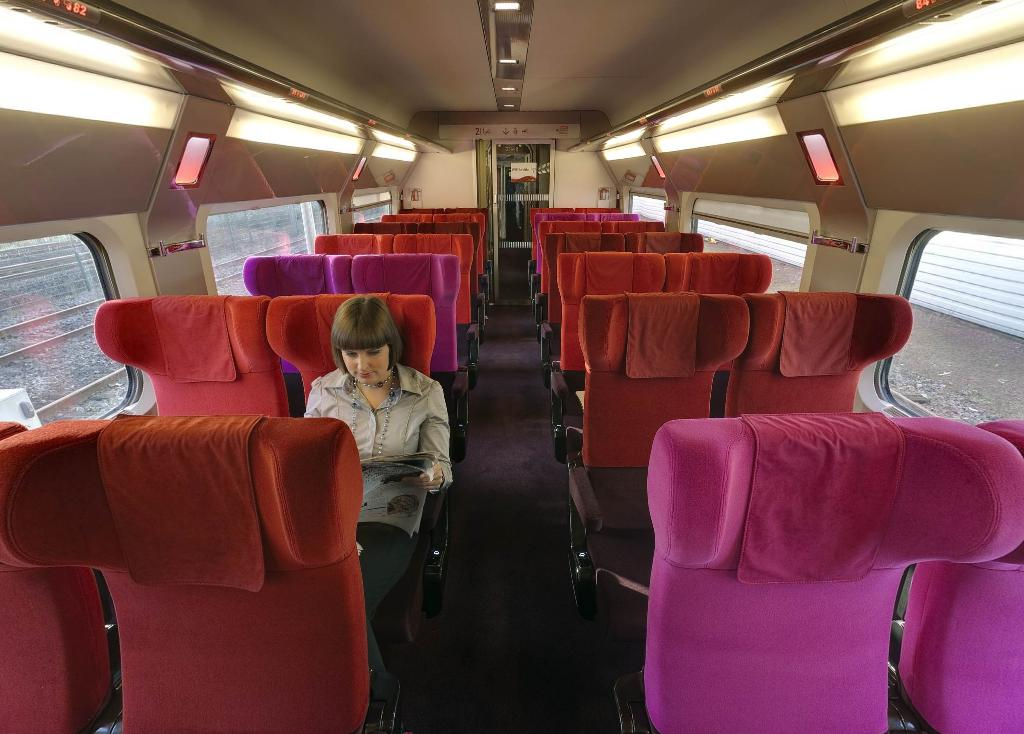
Zweite Klasse

Der Thalys wurde für den länderübergreifenden Verkehr zwischen Belgien, Deutschland, Frankreich und den Niederlanden gebaut und ist deshalb mehrsystemfähig. Es existieren zwei Varianten der Züge: der Thalys PBA (Paris–Brüssel–Amsterdam) und der Thalys PBKA (Paris–Brüssel–Köln–Amsterdam).
Von den Thalys PBA existieren zehn Einheiten, die baugleich mit den französischen TGV Réseau sind. Sie fahren mit 25-Kilovolt-50-Hertz-Wechselspannung. Außerdem sind sie mit einigen Zugbeeinflussungssystemen der drei Länder ausgestattet. Die Züge haben bei 25 Kilovolt eine Dauerleistung von 8800 Kilowatt und erreichen damit zwischen Paris und Brüssel sowie zwischen Antwerpen und Flughafen Amsterdam Schiphol 300 km/h.
Die 17 vorhandenen Thalys PBKA sind zusätzlich in der Lage, im deutschen Netz mit 15-Kilovolt-16,7-Hertz-Wechselspannung bei einer Leistung von 4460 Kilowatt zu fahren. Das Design ihrer Triebköpfe lehnt sich an den TGV Duplex an. Sie bedienen seit Dezember 1997 Köln. Bis 2006 galt Köln Messe/Deutz als Ziel- und Abgangsbahnhof, zeitweise fuhr ein Zugpaar ab/bis Düsseldorf. Im August 2011 erweiterte Thalys dieses Angebot wieder auf die Abfahrtsbahnhöfe Essen, Duisburg und Düsseldorf. Seit März 2016 fahren einige Züge bis/ab Dortmund und halten teilweise auch am Düsseldorfer Flughafen.
Von den 17 Einheiten befinden sich sieben im Eigentum der NMBS/SNCB, sechs gehören der SNCF, je zwei der Nederlandse Spoorwegen und der Deutschen Bahn. Die beiden PBKA-Einheiten Nr. 4321 und 4322 der Deutschen Bahn werden dort intern, wie alle Thalys-PBKA-Triebzüge, als Baureihe 409 eingeordnet. Sie sind Bestandteil des Fahrzeugparks der Belgischen Staatsbahn.
Das Unternehmen plant die 2024 eingesetzten Einheiten vom Typ PBA und PBKA ab 2030 durch bis zu 50 neue Einheiten zu ersetzen, die auf sämtlichen bestehenden Eurostar-Verbindungen sowie auf neuen Verbindungen eingesetzt werden sollen.

## Verkehrsangebot

Karte der Thalys-Verbindungen mit Endpunkten, Strecken, die nur saisonal bedient werden, sind gestrichelt dargestellt (2010)

Thalys-Liniennetz (März 2016)

Die Züge verbinden länderübergreifend folgende Städte:
- Dortmund Hbf – Essen Hbf – Duisburg Hbf – Düsseldorf Flughafen – Düsseldorf Hbf – Köln Hbf – Aachen Hbf – Lüttich-Guillemins – Brüssel Süd – Paris Nord (5 Zugpaare nach/von Essen, Reisezeit von Köln 3:14 Stunden, ein weiteres Zugpaar ab Lüttich, dreimal täglich nach/von Dortmund; ein Zugpaar verkehrt seit der Fertigstellung des Diabolo-Projekts zwischen dem Flughafen Brüssel und Paris Nord)
  - seit 13. Dezember 2009 innerhalb Ostbelgiens über die HSL 3 statt zuvor durch das Wesertal.
- Amsterdam – Schiphol Airport – Rotterdam – Antwerpen – Brüssel – Paris (10 Zugpaare)
  - seit 13. Dezember 2009 über die HSL Zuid mit einer Fahrtzeit von 3:18 Stunden; Den Haag wird seitdem nicht mehr bedient.
- Brüssel – Disneyland Paris (fünf Zugpaare, bis März 2007, verkehrt wieder im Fahrplanjahr 2024.). Diese Relation wurde, mit vier Zugpaaren, zum 28. November 1999 aufgenommen.[26]
- Im Sommer verkehrt zusätzlich ein Zugpaar zwischen Amsterdam und Marseille, im Winter von Amsterdam nach Bourg-Saint-Maurice in den französischen Alpen.

ehemalige Verbindungen
- Ostende – Brügge – Gent – Brüssel – Paris (ein Zugpaar bis 31. März 2015)
- Amsterdam – Rotterdam – Antwerpen – Brüssel – Lille (2014–2019)[27][28]

Zwischen Brüssel und Paris fahren die Züge nahezu halbstündlich, einige davon in Doppeltraktion, die in Brüssel nach Amsterdam bzw. Köln geflügelt werden. In Brüssel besteht Anschluss an den Eurostar nach London.
Seit April 2007 sollten die Züge die neue Schnellfahrstrecke HSL Zuid (Schnellfahrstrecke Schiphol–Antwerpen) benutzen, deren Inbetriebnahme sich bis Dezember 2009 verzögert hat; auch fehlte den Thalys PBA noch das für die HSL Zuid nötige Zugsicherungssystem ETCS; Tests mit der ETCS-Softwareversion 2.3.0 fanden Anfang November 2007 in Belgien und den Niederlanden statt. Aus dem gleichen Grund wird die HSL 3 zwischen Aachen und Lüttich erst seit 13. Dezember 2009 befahren.
Mit bis zu 25 Zügen pro Tag und Richtung betreibt das Unternehmen zwischen Paris Nord und Brüssel Midi ein dichtes Zugangebot. Die Züge erreichen eine Durchschnittsgeschwindigkeit von 213 km/h. Infolgedessen wurden die meisten kommerziellen Flugverbindungen zwischen diesen Städten eingestellt.
Es werden täglich fünf internationale Zugpaare zwischen Köln (bzw. Essen oder Dortmund) und Paris angeboten, auf dem Teilabschnitt Köln–Brüssel ergänzt um vier ICE-Zugpaare der Linie ICE 79 Frankfurt–Brüssel. 2006 nutzten 6,5 Millionen Reisende die Züge, seit Gründung der Gesellschaft mehr als 55 Millionen (Stand 2007).

## Entwicklung

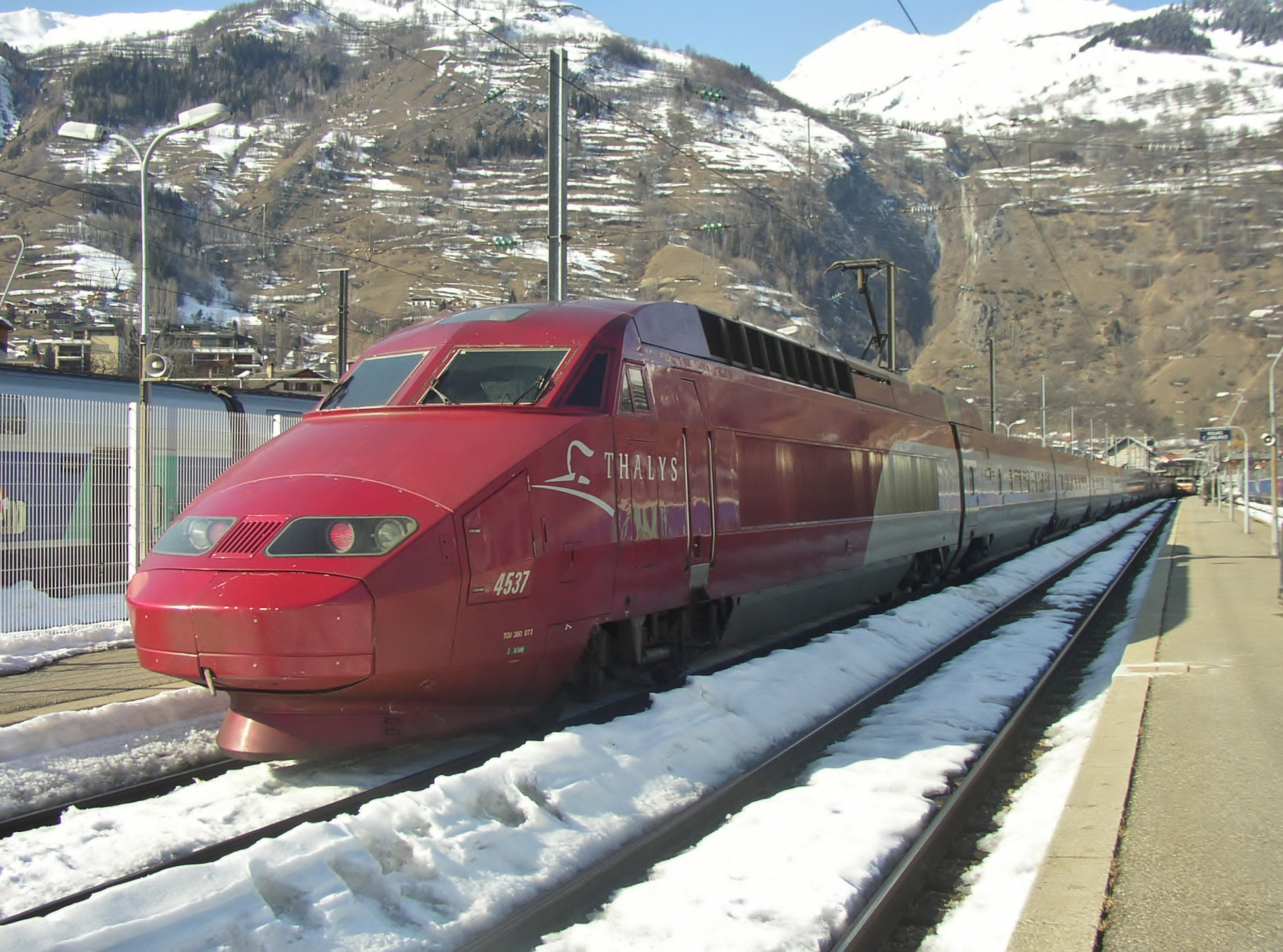
Thalys-Zug in Bourg-Saint-Maurice (französische Alpen)

1992 bestellten die Bahnen von Deutschland, Frankreich, Belgien und der Niederlande 37 Hochgeschwindigkeitszüge bei einer französischen Firmengruppe unter Führung von GEC-Alsthom (heute Alstom) im Gesamtwert von rund 1,4 Milliarden Deutsche Mark. Die Deutsche Bundesbahn beteiligte sich mit einem Investitionsvolumen, das drei dieser Züge entsprach.
Ende 1995 wurde der erste Mittelwagen der neuen Züge fertiggestellt.
Der Betrieb zwischen Paris und Brüssel wurde im Juni 1996 aufgenommen, mit einer Reisezeit von 2 Stunden und 7 Minuten. Der Thalys löste den vorherigen Fernzug Étoile du Nord/„Nordstern“ ab, der mindestens zweieinhalb Stunden benötigte. Erst mit der Inbetriebnahme der belgischen Hochgeschwindigkeitsstrecke 1997 verkürzte sich die Reisezeit auf 1:25 Stunden.
Im ersten Betriebsjahr (1996) nutzten 1,6 Millionen Fahrgäste den Thalys. 1997 fuhren drei Millionen, 1998 bereits 4,7 Millionen Fahrgäste mit den Zügen. Am 25. März 1999 wurde der zehnmillionste Thalys-Fahrgast gefeiert. Rund 14.000 Menschen nutzten pro Tag diesen Zug. Zwischen Brüssel und Paris lag die Auslastung zu dieser Zeit bei 65 Prozent, zwischen Brüssel und Köln bei 50 Prozent.
Lag der Marktanteil der Schiene zwischen Paris und Brüssel 1994 bei 24 Prozent, lag er um 2000 bei 48 Prozent.
Ende 1997 wurde Köln sechsmal täglich in das Thalys-Netz eingebunden. In den ersten sechs Wochen des Jahres 1998 nutzten 62.000 Reisende die von bzw. bis Köln verkehrenden Thalys-Züge. Im Vergleich zur Vorjahresperiode nahm die Zahl der Fahrgäste (gegenüber dem zu dieser Zeit verkehrenden Eurocity-Angebot) um 15 Prozent zu. In der gleichen Periode, nach Inbetriebnahme der HSL 1, nahm die Zahl der Fahrgäste im Thalys-Netz um 72 Prozent auf eine halbe Million zu.
1999 nahm die Zahl der Fahrgäste im Jahresvergleich um 5,5 Prozent auf 4,98 Millionen zu. Im internationalen Verkehr mit Deutschland und den Niederlanden wurde ein Zuwachs von 17 Prozent verzeichnet.
Ende September 1998 wurde ein Zugpaar von/bis Düsseldorf verlängert. Die Verlängerung nach Düsseldorf wurde Ende 2003 aufgegeben. Während der Expo 2000 verkehrte samstags ein Thalys zwischen Hannover und Brüssel bzw. Paris.
Im ersten Betriebsjahr in Deutschland nutzten rund 800.000 Fahrgäste die Züge. Die Prognosen seien damit um acht Prozent übertroffen worden. 70 Prozent der Kunden reisten zwischen Deutschland und Frankreich, zwei Prozent waren im Binnenverkehr zwischen Düsseldorf, Köln und Aachen unterwegs. Die durchschnittliche Auslastung zwischen Köln und Brüssel lag bei 50 Prozent. Bis Anfang 1999 nutzten rund eine Million Reisende den Ast nach Köln bzw. Düsseldorf. Bis Ende 2007 nutzen 8,5 Millionen Reisende das Zugangebot zwischen Köln und Paris.
Ab Ende Mai 2000 wurde ein Zugpaar zwischen Brüssel und Genf eingeführt; samstags verkehrte zusätzlich ein Zugpaar zwischen Amsterdam und Valence.
Im Jahr 2003 kam es erstmals in der Geschichte der Gesellschaft zu einem Fahrgastrückgang. In der ersten Jahreshälfte ging die Zahl der Fahrgäste um 3,6 Prozent zurück. Durch ein geändertes Preissystem wurde darauf reagiert; seitdem sind konstant Fahrgastzuwächse zu verzeichnen.
Seit Juni 2004 verkehren die Thalys als reine Nichtraucherzüge.
Im Jahr 2004 nahm die Zahl der Reisenden um 3,9 Prozent auf 5,95 Millionen zu. Der Umsatz stieg um 5,6 Prozent, auf 318 Millionen Euro. Im Verkehr mit Deutschland ging der Umsatz dabei um vier Prozent zurück. 2005 erwirtschaftete das Unternehmen 335 Millionen Euro. Die durchschnittliche Auslastung zwischen Amsterdam und Paris lag bei 70 Prozent.
Während der EU-Ratspräsidentschaft Frankreichs vom 1. Juli 2008 bis 31. Dezember 2008 verkehrten täglich zwei Thalys-Sonderzugpaare von Brüssel über den Flughafen Paris-Charles-de-Gaulle nach Straßburg. Diese Züge durften jedoch nur von Mitgliedern und Mitarbeitern des Europäischen Parlaments benutzt werden.
Der Anteil der Thalys-Züge an der Verkehrsmittelwahl zwischen Paris und Brüssel liegt bei 50 Prozent.
Zwischen Januar 2009 und Dezember 2010 wurden die Innenausstattung der Züge, die Außenlackierung, das Gastronomiekonzept und das gesamte Auftreten des Unternehmens modernisiert sowie die Zugbegleiter und Betreuer mit neuen Uniformen ausgestattet. Am 8. Januar 2009 verkehrte der erste modernisierte Zug (PBA). Während der jeweils zehnwöchigen Umrüstung im SNCF-Ausbesserungswerk Lille erhalten die Züge eine ETCS-Ausrüstung (Level 2). Die geplanten Gesamtkosten für das Projekt beliefen sich auf rund 100 Millionen Euro.
Seit August 2011 verkehrt je ein Zugpaar täglich über Köln hinaus bis nach Essen mit Halt in Düsseldorf und Duisburg; es folgten zum 15. Dezember 2013 zwei weitere Zugpaare. Zum Fahrplanwechsel im Dezember 2015 sollten die bislang in Essen beginnenden bzw. endenden Zugpaare bis Dortmund verlängert werden. Am 3. Dezember 2015 wurde bekannt, dass die Eröffnung der Thalys-Strecke ab Dortmund aufgrund des Stellwerkbrands in Mülheim auf Frühjahr 2016 verschoben wird.
Am 28. November 2015 fuhr ein Thalys-Sonderzug mit rund 100 Mitarbeitern des in der Bundesstadt Bonn angesiedelten Sekretariats der Klimarahmenkonvention der Vereinten Nationen von Bonn Hauptbahnhof zur UN-Klimakonferenz in Paris.

## Fahrgastzahlen und Umsatz
| Jahr | Fahrgäste in Mio. | Umsatz in Mio. EUR |
| ---- | ----------------- | ------------------ |
| 1996 |                   | 060                |
| 1997 |                   | 115                |
| 1998 | 4,72              | 190                |
| 1999 | 4,98              | 220                |
| 2000 | 5,5               | 266                |
| 2001 | 5,8               | 294                |
| 2002 | 6,0               | 310                |
| 2003 | 5,8               | 301                |
| 2004 | 5,95              | 318                |
| 2005 | 6,15              | 335                |
| 2006 | 6,5               | 363                |
| 2007 | 6,2               | 364                |
| 2008 | 6,5               | 392                |
| 2009 | 6,07              | 382                |
| 2010 | 6,45              | 432                |
| 2011 | 6,6               | 470                |
| 2012 | 6,6               | 479                |
| 2013 | 6,69              | 487                |
| 2016 | 6,70              | 457                |
| 2017 | 7,2               | 509                |
| 2018 | 7,5               | 527                |
| 2019 | 7,85              | 550                |
| 2020 | 2,5               | 166                |

## Fahrkarten

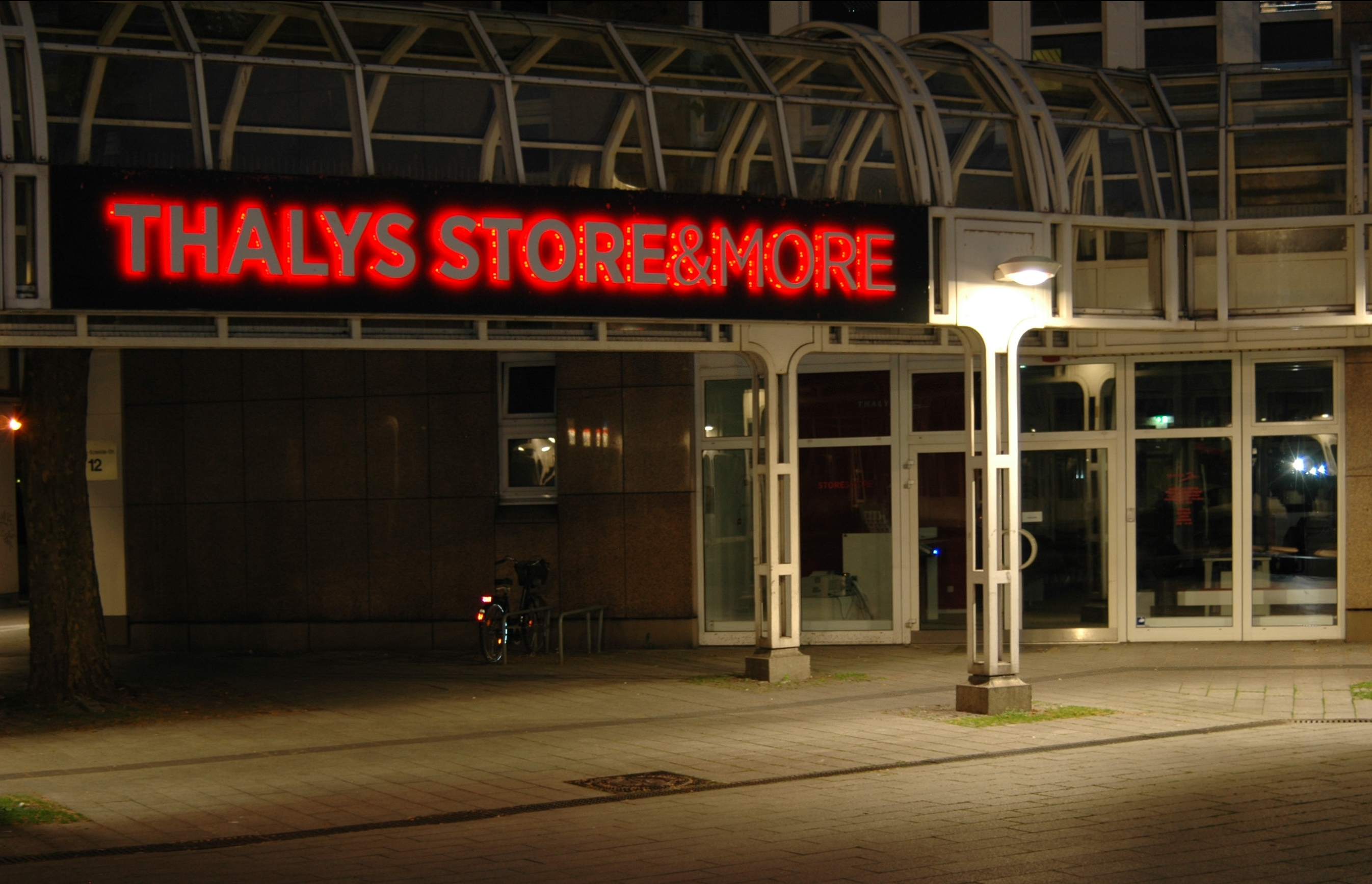
Ehemaliger Thalys Store&More am Hauptbahnhof Düsseldorf

Wegen des Ausstieges der Deutschen Bahn wurde zum 9. Juni 2013 der Vertrieb von Thalys-Fahrscheinen durch die Bahn eingestellt. Fahrscheine sind im Zug (25 Euro Aufpreis), telefonisch bei Eurostar, der französischen (SNCF), der niederländischen (NS) und der belgischen Staatseisenbahn (NMBS/SNCB), einigen Reisebüros (ebenfalls mit Aufschlag) und im Internet bis maximal drei Monate im Voraus erhältlich.
Seit September 2018 werden Thalys-Fahrkarten wieder durch die Deutsche Bahn verkauft.
Am 15. Dezember 2018 wurden europaweit alle Verkaufsstellen von Thalys Store&More geschlossen. Zuvor gab es Verkaufsstellen unter anderem in Köln, Aachen und Düsseldorf.

## Service an Bord

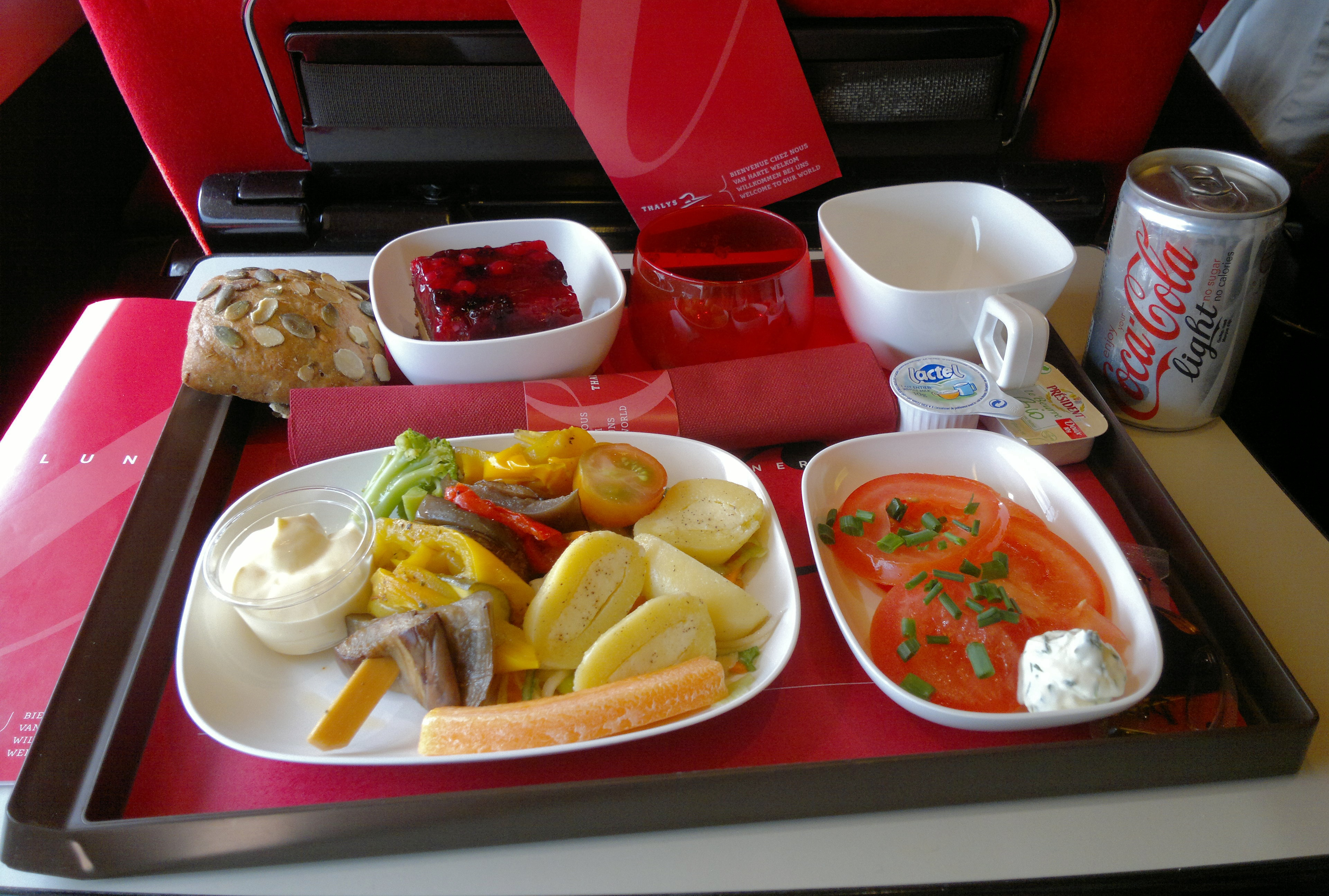
Mittagessen in der Premium-Klasse

Im Eurostar gibt es drei Wagenklassen. Eurostar bezeichnet sie nicht wie üblich als „erste Klasse“ und „zweite Klasse“, sondern als Premium, Plus und Standard.
Im Eurostar werden bei Fahrten in der Premium-Klasse je nach Tageszeit Frühstück, Speisen (analog zum Flugzeug) oder Knabbereien sowie Getränke, darunter auch Wein und Bier, gereicht. Weiterhin gibt es hier außer an Sonntagen eine große Auswahl von Tageszeitungen.
Zwischen Paris und Brüssel wird unmittelbar nach der Abfahrt ein Erfrischungstuch (verbunden mit der Möglichkeit, am jeweiligen Zielbahnhof des Abschnitts im Voraus ein Taxi zu einem erhöhten Tarif vorzubestellen) und kurz vor der Ankunft noch gratis Schokolade angeboten.
Eurostar bietet seit Ende 2008 in allen Zügen WLAN-Internetzugang (gekennzeichnet durch „Wifi Inside“ am Fenster). Ursprünglich war der WLAN-Zugriff für Fahrgäste je nach Fahrkarte gebührenpflichtig, per Online-Zahlung oder Erwerb einer Codekarte bei Thalys.
Seit April 2016 sind die Züge mit einem neuen WLAN-System ausgerüstet, das für alle Fahrgäste kostenlos ist.
Auf den zwischen Paris und Köln verkehrenden Zügen sollten ab 2008 vier Fahrradstellplätze je Zug geschaffen werden, was seitdem nicht umgesetzt wurde. Zusammengeklappte Falträder können bis zu bestimmten Maximalgrößen (75 × 53 × 30 cm) als normales Gepäckstück mitgenommen werden, bei nicht zusammenklappbaren Fahrrädern müssen beide Räder demontiert werden und das Fahrrad muss in einer Transportverpackung (höchstens 135 × 85 × 30 cm) verstaut werden.
Das bordeigene kostenfreie Magazin Metropolitan informiert in aktuellen Ausgaben über Veranstaltungen und Sehenswertes an den Eurostar-Destinationen.

## Eurostar Lounge
Eurostar betreibt eigene Lounges in Brüssel und Paris. Die jüngste, am 9. Juli 2015 eröffnete Lounge am Gare du Nord liegt in der Rue de Dunkerque und bietet Reisenden mit entsprechendem Status im Treueprogramm eine Vielzahl an Services wie freies WLAN, kostenlosen Kaffee und Säfte, jedoch keinen Gepäckaufbewahrungsservice. Für Geschäftsreisende steht ein voll ausgestatteter Besprechungsraum für bis zu sechs Personen bereit.
Im Dezember 2018 wurden die Lounges in Köln und Düsseldorf geschlossen. Grund dafür war eine geringe Auslastung der Lounges. 

## Trivia
- In den ausgehängten Fahrplänen, auf den Wagenstandanzeigern und der Website der Deutschen Bahn wurden die Thalys-Züge mit der Abkürzung THA bezeichnet, seit der Übernahme durch Eurostar mit EST.
- Von den Firmen Jouef, Lima, Märklin und Mehano gibt es den Thalys PBKA als H0-Modell für die Modelleisenbahn. Die Firma KATO bietet ein Modell für Nenngröße N.
- Im 2023 erschienenen Asterix-Band 40 Die weiße Iris wird in der deutschsprachigen Übersetzung unter der Bezeichnung „Thalix“ ein überlanger „Eilkarren nach Lutetia“ karikiert, der auf einer eigenen Schnelltrasse neben der Römerstraße in jede Richtung von jeweils einem Triebkopf mit je neun galoppierenden Gäulen gezogen wird.